# Péter Farkas
Péter Farkas, född den 14 augusti 1968, är en ungersk brottare som tog OS-guld i mellanviktsbrottning i den grekisk-romerska klassen 1992 i Barcelona.